# Bennet Omalu
Bennet Ifeakandu Omalu (Nigeria, setembre de 1968) és un metge patòleg forense nigerià-nord-americà, descobridor de la incidència de l'encefalopatia traumàtica crònica (ETC) entre els jugadors de futbol americà mentre treballava en l'oficina de Medicina legal i forense del Comtat de Allegheny a Pennsilvania, Pittsburgh. Posteriorment es va convertir en el forense en cap del Comtat de Sant Joaquín, Califòrnia, i en professor a la Universitat de Califòrnia en Davis.

## Biografia
Va néixer a Nnokwa, al sud-est de Nigèria, el setembre de 1968, sisè de set germans. La Guerra Civil de Nigèria va obligar la seva família a desplaçar-se temporalment. La seva mare era modista i el seu pare enginyer de mines i líder de la comunitat local. El cognom familiar, Omalu, és una forma abreujada de Onyemalukwube, que pot traduir-se com «qui sap, parla».
Es va graduar en medicina i cirurgia a la Universitat de Nigèria, a Nsukka, el juny de 1990. Després va formar-se com a metge resident a la ciutat de Jos. Va aconseguir ser becat per completar els estudis d'epidemiologia a la Universitat de Washington a Seattle Washington. El 1995, va deixar Seattle per anar a exercir com a metge intern resident al Centre Hospitalari d'Harlem, dependent de la Universitat de Colúmbia a Nova York, on va fer estudis d'especialització en anatomia patològica i patologia clínica.
Després de finalitzar la seva residència, va començar a exercir com a patòleg forense amb l'especialista Cyril Wecht, a l'oficina del forense del Comtat de Allegheny, a Pennsilvania, Pittsburgh. Omalu va centrar el seu interès en la neuropatologia.

## Recerca de l'encefalopatia traumàtica crònica
El 2002 va fer l'autòpsia de Mike Webster, un ex-jugador dels Pittsburgh Steelers, la qual cosa el va portar a observar l'associació de les lesions en el cervell del cadàver amb la condició neurològica denominada encefalopatia traumàtica crònica o ETC, que havia estat ja descrita en boxadors i altres esportistes professionals. Webster havia mort de forma sobtada i inesperada, després d'anys de lluita contra la discapacitat intel·lectual i cognitiva, tendències autodestructives, trastorns d'ànim, depressió, abús de drogues i intents de suïcidi. Encara que el cervell de Webster semblava normal a l'autòpsia, Omalu va desenvolupar una anàlisi independent i autofinançada. Va sospitar que Webster patia demència pugilística, malaltia induïda pels impactes repetits al cap, una patologia descoberta prèviament en boxadors. Utilitzant una tècnica especialitzada de tinció, Omalu va identificar una acumulació excessiva de proteïna Tau al cervell de Webster, que afectava l'estat d'ànim, les emocions i les funcions executives, de forma semblant a aquella a la qual les acumulacions de la proteïna beta amiloide contribueixen a la malaltia d'Alzheimer.
Els esforços de Omalu per estudiar i publicitar la incidència de l'ETC entre la comunitat de jugadors de futbol americà i la radical oposició que va patir per part de la National Football League (NFL) van ser donats a conèixer en un article de la revista GQ de 2009 escrit per la periodista Jeanne Marie Laskas. L'article va ser posteriorment desenvolupat per la seva autora en forma d'un llibre, que es va titular en anglès Concussion, que al seu torn va ser adaptat al cinema amb la pel·lícula del mateix nom en anglès i titulada en catala «La veritat fa mal», a la qual el personatge protagonista de Omalu va ser interpretat per Will Smith. La producció de la pel·lícula va portar a la creació d'una fundació amb el nom d'Omalu dedicada a la recerca de l'ETC. El setembre de 2016, Omalu va tornar a despertar l'atenció mediàtica quan va suggerir a Twitter la possibilitat que Hillary Clinton hagués estat enverinada durant la campanya electoral de 2016, recomanant als seus assessors a "dur a terme una anàlisi toxicològic de la sang de la Sra. Clinton." posteriorment va tuitejar "no em fio de Vladímir Putin ni de Donald Trump. Amb aquests dos, tot és possible."
Omalu està casat amb Prema Mutiso, una nadiua de Kenya. Viuen a Lodi, Califòrnia, i tenen dos fills. És catòlic practicant i es va nacionalitzar ciutadà dels Estats Units al febrer de 2015. Té sis dits al peu dret.